# La Renda
La Renda är en ort i Mexiko, tillhörande kommunen Coyotepec i delstaten Mexiko. La Renda ligger i den centrala delen av landet och tillhör Mexico Citys storstadsområde. Orten hade 218 invånare vid folkmätningen 2010.